# 柳清臣
柳清臣（：／，1257年—1329年），原名柳庇，高麗王朝時期武將。本貫高興柳氏。
柳清臣是長興府高伊部曲（今全羅南道高興郡）人，其先人都擔任部曲吏。根據高麗的國制，部曲吏即便有功也不能超過五品。柳清臣自幼就有悟性和膽氣，學習蒙古語，多次跟隨出使元朝而且善於應對，因此獲得高麗忠烈王的寵任，破格提拔為三品的郎將，並將高伊部曲升格為高興縣。乃顏王發動叛亂，忠烈王計劃親自舉兵協助元朝征討，派遣柳清臣出使元朝。柳清臣回報稱叛亂已被平定，忽必烈的車駕已經返回大都，傳令忠烈王前來大都慶賀。忠烈王大喜，加其為大將軍，轉密直承旨，陞同知密直監察大夫。忠宣王接受禪讓之後，拜柳清臣為光政副使，累轉判密直司事。忠烈王復位後，授贊成事。忠宣復位，拜僉議政丞，封高興府院君，賜玉帶。
忠肅王繼位後，跟隨忠肅王來到元朝，發現瀋王王暠圖謀奪取高麗王的寶座，便背叛了忠肅王，成為瀋王的一黨。1323年，柳清臣與吳潛一起上書中書省，請求廢除高麗國號，向內地一樣設立行省。元朝的通事舍人王觀上書極力勸阻。崔誠之、金怡、李齊賢等高麗人也上書勸阻，立省論遂寢。
1327年，柳清臣與吳潛再次上書中書省，詭稱忠肅王盲聾喑啞不理政事，請求將其廢黜，改立瀋王王暠為高麗王。元泰定帝派平章買驢等人出使高麗，隨行的興禮君朴仲仁、趙雲卿、上護軍高子英都是瀋王一黨。買驢同忠肅王見面，發現他禮容嚴肅、條理清晰，方才得知是柳清臣等人誣告，便據實回奏。忠肅王復位後，柳清臣、吳潛等人畏懼，不敢回國。柳清臣滯留九年以後客死元朝。諡英密。
《高麗史》將柳清臣列入姦臣傳。